# Zmarli w roku 1950
Lista osób zmarłych w 1950:

## styczeń 1950
- 4 stycznia – Stanisław Wrzaliński, polski pułkownik (ur. 1882)
- 21 stycznia – George Orwell, pisarz i publicysta angielski (ur. 1903)
- 28 stycznia – Nikołaj Łuzin, matematyk rosyjski (ur. 1883)

## luty 1950
- 1 lutego:
  - Henri Galau, francuski rugbysta, medalista olimpijski (ur. 1897)
  - Marcel Mauss, francuski socjolog i antropolog (ur. 1872)
- 4 lutego – Jan Bułhak, artysta fotografik (ur. 1876)
- 10 lutego – Herbert Nicol, brytyjski rugbysta, medalista olimpijski (ur. 1873)
- 14 lutego – Karl Guthe Jansky, amerykański fizyk, inżynier radiowy (ur. 1905)
- 22 lutego – Halvor Møgster, norweski żeglarz, medalista olimpijski (ur. 1875)

## marzec 1950
- 5 marca – Roman Szuchewycz (ukr. Роман Шухевич), generał i naczelny dowódca UPA (ur. 1907)
- 6 marca – Albert Lebrun, francuski polityk, prezydent Francji (ur. 1871)
- 11 marca – Heinrich Mann, pisarz niemiecki (ur. 1871)
- 15 marca – Louise Fleck, austriacka reżyserka filmowa, scenarzystka i producentka (ur. 1873)
- 19 marca – Edgar Rice Burroughs, amerykański pisarz, twórca cyklu książek o przygodach Tarzana (ur. 1875)
- 25 marca – John O’Neil, amerykański sportowiec, medalista olimpijski (ur. 1898)

## kwiecień 1950
- 3 kwietnia – Kurt Weill, niemiecki kompozytor (ur. 1900)
- 8 kwietnia – Wacław Niżyński, rosyjski tancerz i choreograf polskiego pochodzenia (ur. 1889)
- 14 kwietnia – Ramana Maharishi, święty hinduizmu, mistrz duchowy (ur. 1879)
- 16 kwietnia – Czesław Szyndler, pułkownik uzbrojenia Wojska Polskiego, kawaler Virtuti Militari (ur. 1892)
- 19 kwietnia – Jan Kowalenko, polski duchowny prawosławny (ur. 1875)
- 30 kwietnia – Kazimierz Pużak, polski polityk, przewodniczący Rady Jedności Narodowej, wicemarszałek Sejmu (ur. 1883)

## maj 1950
- 8 maja – Torsten Sandelin, fiński gimnastyk i żeglarz, medalista olimpijski (ur. 1887)
- 9 maja – Adam Kroebl, polski taternik, alpinista, narciarz, urzędnik, starosta, notariusz, poseł na Sejm II RP (ur. 1880)
- 15 maja – Jack Hickey, australijski rugbysta, medalista olimpijski (ur. 1887)
- 19 maja – Józefina Suriano, włoska działaczka Akcji Katolickiej, błogosławiona (ur. 1915)

## czerwiec 1950
- 8 czerwca – Thomas Whittemore, amerykański archeolog i bizantynolog (ur. 1871)
- 13 czerwca – Ksawery Pruszyński, pisarz i publicysta (ur. 1907)
- 27 czerwca – Milada Horáková, czeska polityk, członkini Partii Narodowo-Socjalistycznej, deputowana (ur. 1901)

## lipiec 1950
- 1 lipca – Eliel Saarinen, fiński architekt (ur. 1873)
- 2 lipca – Zofia Chętnikowa, nauczycielka, kustoszka muzealna, członkini Narodowych Sił Zbrojnych (ur. 1893)
- 7 lipca – Fats Navarro, amerykański trębacz jazzowy (ur. 1923)
- 19 lipca – Jan Antoni Grabowski, polski pisarz, twórca wielu książek dla dzieci i młodzieży (ur. 1882)

## sierpień 1950
- 1 sierpnia – Albert Brnčal, słowacki taternik i nauczyciel (ur. 1919)
- 20 sierpnia – Stanisław Srokowski, polski geograf, założyciel i pierwszy dyrektor Instytutu Bałtyckiego (ur. 1872)
- 24 sierpnia – Ernst Wiechert, pisarz niemiecki (ur. 1887)
- 31 sierpnia – Pere Tarrés Claret, hiszpański duchowny katolicki, błogosławiony (ur. 1905)

## wrzesień 1950
- 3 września – Traian Vuia, rumuński pionier lotnictwa (ur. 1872)
- 8 września – Hanka Ordonówna, polska piosenkarka (ur. 1902)
- 10 września:
  - Alfred Larsen, norweski żeglarz, medalista olimpijski (ur. 1863)
  - Annie Montague Alexander, amerykańska zoolog, paleontolog (ur. 1867)
- 26 września:
  - Alfred Smoczyk, polski żużlowiec (ur. 1928)
  - Dmitrij Trietjakow, ukraiński zoolog, anatom (ur. 1878)

## październik 1950
- 7 października – Willis Carrier, amerykański inżynier, nazywany ojcem współczesnej klimatyzacji (ur. 1876)
- 18 października – Per Bergman, szwedzki żeglarz, medalista olimpijski (ur. 1886)
- 23 października – Al Jolson, amerykański pianista, autor piosenek, aktor i komik (ur. 1886)
- 24 października – Maria Tuci, albańska męczennica, błogosławiona katolicka (ur. 1928)

## listopad 1950
- 2 listopada – George Bernard Shaw, angielski dramatopisarz, krytyk i publicysta (ur. 1856)
- 10 listopada – Jakub Gąsienica Wawrytko, polski przewodnik tatrzański i ratownik górski (ur. 1862)
- 12 listopada – Grzegorz Łakota, biskup pomocniczy greckokatolickiej eparchii przemyskiej, męczennik, błogosławiony (ur. 1883)

## grudzień 1950
- 19 grudnia – Tom Griffin, australijski rugbysta, medalista olimpijski (ur. 1884)
- 20 grudnia – Stanisław Nawrocki, polski kompozytor i pianista (ur. 1894)
- 21 grudnia – Jan Piłsudski, polski prawnik, polityk, minister skarbu, wicemarszałek Sejmu (ur. 1876)
- 25 grudnia – Michaił Tkaczenko, radziecki leśnik, gleboznawca, wykładowca akademicki (ur. 1878)
- 27 grudnia – Max Beckmann, malarz niemiecki (ur. 1884)